# Der Raub der Mona Lisa
Der Raub der Mona Lisa ist eine musikalische Filmkomödie aus dem Jahre 1931.

## Handlung
Der in Paris lebende italienische Anstreicher und Glaser Vincenzo ist in das Stubenmädchen Mathilde verliebt. Mathilde erwartet von einem künftigen Gatten, dass dieser für sie etwas ganz Besonderes vollbringt. Die Mona Lisa gilt in Italien als Nationalkunstwerk und die Italiener empfinden es als beschämend, dass die Mona Lisa im französischen Louvre ausgestellt ist. Für Vincenzo ist der Diebstahl der Mona Lisa deshalb genau die richtige Größenordnung, um mit dieser Tat der stolzen Mathilde zu imponieren. Es gelingt ihm tatsächlich, das Bild zu stehlen. Da er kurz zuvor damit beauftragt war, Gemälde des Louvre, darunter auch die Mona Lisa, hinter Glas zu legen, ist er mit den Räumlichkeiten und Abläufen und auch mit dem Personal vertraut. Um sich ein wasserdichtes Alibi zu verschaffen, trifft Vincenzo sich zunächst mit dem Oberaufseher des Louvre in einem nahegelegenen Café zu einer Partie Schach. Mitten im Spiel macht er sich unter einem Vorwand davon, schafft das Kunstwerk unter seinem Mantel aus dem Louvre und versteckt es in seiner Wohnung. Er kehrt ins Café zur Schachpartie zurück, wo der Oberaufseher immer noch über seinem letzten Zug brütet und sein Verschwinden nicht bemerkt zu haben scheint.
Ein Unbekannter hat den Diebstahl beobachtet und versucht, Vincenzo im Auftrag eines amerikanischen Sammlers das Bild abzukaufen, wird aber abgewiesen. Kurz darauf erscheint Mathilde. Sie nimmt Vincenzo diesen Coup nicht ab und hält das Gemälde für eine Kopie. Sie lacht ihn aus und wendet sich von ihm ab. Da man Vincenzo zur Tatzeit im Louvre gesehen und erkannt hat, wird er kurz darauf zum Verhör geladen und entschließt sich spontan zu einem Geständnis. Doch wegen der entlastenden Aussage des Oberaufsehers kommt es nicht dazu und er wird im allgemeinen Trubel der Ermittlungen wieder weggeschickt. 
Letztendlich schafft der enttäuschte Vincenzo das Bild nach Florenz und wählt einen Antiquar als Mittelsmann, um die Mona Lisa gegen Deckung seiner Unkosten dem italienischen Volk zurückzugeben. Anschließend will er unerkannt wieder abreisen. Doch der von Vincenzo abgewiesene anonyme Kaufinteressent ist ihm aus Paris gefolgt und verrät die Aktion an die Behörden. Vincenzo wird verhaftet und das Bild feierlich an Frankreich zurückgegeben. In Florenz findet unter großer Anteilnahme der Öffentlichkeit und der Medien der Prozess gegen Vincenzo statt. Mathilde, die weiß, dass Vincenzo ihretwegen das Bild gestohlen hat, kommt nach Florenz, um den entsprechenden Ruhm abzubekommen. Sie muss jedoch erkennen, dass Vincenzo nun seinerseits nichts mehr von ihr wissen möchte und ihr diesen Ruhm nicht gönnt. Als er sie im Gerichtssaal sieht, entscheidet er sich für eine andere Begründung seiner Tat. Er behauptet, er habe die Mona Lisa aus Rache gegenüber den Kunstdiebstählen Napoleon Bonapartes zurückgestohlen. Mit dieser nationalstolzen Aussage erntet er stehende Ovationen des Publikums im Gerichtssaal und wird zum Volkshelden Italiens.

## Hintergrund
Der Film basiert auf der wahren Geschichte des italienischen Anstreichers und Dekorationsmalers Vincenzo Peruggia, der die  Mona Lisa im Jahre 1911 aus dem Louvre entwendete und zwei Jahre in seiner Unterkunft versteckt hielt, ehe das Gemälde bei einem Verkaufsversuch in Florenz wieder auftauchte und zurückgebracht werden konnte.
Der Film wurde im Juni 1931 in Paris gedreht und erlebte seine Uraufführung am 25. August 1931 in Berlin. Die Filmbauten stammen von Andrej Andrejew und Robert A. Dietrich. Den Tonschnitt besorgte Hermann Haller. Als Regieassistent versah hier Josef von Baky eine seiner ersten Aufgaben. Es spielte das Orchester Robert Gaden unter der musikalischen Leitung von Robert Stolz.
1965 entstand eine Adaption des gleichen Stoffes unter dem Titel Der Dieb der Mona Lisa. Regie führte bei dieser italienisch-französischen Co-Produktion der französische Regisseur Michel Deville. Die Hauptrollen spielten George Chakiris und Marina Vlady.

## Kritiken
- Lexikon des internationalen Films: Musikalische Komödie aus den Anfängen der Tonfilmzeit, mit leichter Hand und überzeugenden Darstellern amüsant inszeniert.